# Президентство Закари Тейлора
Президентство Закари Тейлора началось 4 марта 1849 года, когда прошла его инаугурация как 12-го президента США, и закончилось 9 июля 1850 года в результате его смерти. Закари Тейлор, принадлежавший к партии вигов, стал президентом после победы над Льюисом Кассом и Мартином ван Бюреном на президентских выборах 1848 года. Он сформировал кабинет, стараясь отразить весь спектр настроений в стране, при этом не ввёл в администрацию демократов и некоторых известных вигов (в частности Генри Клея). Он назначил госсекретарём Джона Клейтона, который стал его основным сторонником в администрации. На посту президента ему пришлось решать проблему присоединения Северной Мексики и раздела её на отдельные штаты. При нём Калифорния приняла конституцию и была принята в союз — Конгресс принял окончательное решение в сентябре 1850 года, вскоре после смерти Тейлора. Так как у Тейлора не было способностей дипломата, то он не принимал внешнеполитических решений. При нём США поддержали восставшую Венгрию, но не стали её материально помогать. Тейлор внезапно умер летом 1850 года, его место занял вице-президент Миллард Филлмор и прослужил до конца срока Тейлора.
Президентство Закари Тейлора оценивается невысоко: по статистике C-SPAN 2017 года он находится на 31-м месте, ниже Бенджамина Харрисона и выше Ратерфорда Хейса.

### Статьи
- William O. Lynch. Zachary Taylor as President (англ.) // The Journal of Southern History. — Southern Historical Association, 1938. — Vol. 4, iss. 3. — P. 279-294. — doi:10.2307/2191290.